# Hailemariam Dessalegn
Hailemariam Desalegn Boshe (în gî'îz: ኃይለማሪያም ደሳለኝ ቦሼ; n. 19 iulie 1965, Statul Popoarele, Naționalitățile și Națiunile din Sud, Etiopia) este un politician etiopian care a ocupat funcția de prim-ministru al Etiopiei din 2012 până în 2018. De asemenea, a fost anterior vicepremier și ministru al afacerilor externe sub prim-ministrul Meles Zenawi din 2010 până în 2012. După moartea lui Meles în august 2012, Hailemariam l-a succedat ca prim-ministru, inițial în calitate de prim-ministru în funcție. Apoi a fost ales președinte al FDRPE, partidul de guvernământ, la 15 septembrie 2012. Hailemariam a ocupat și funcția de președinte al Uniunii Africane în perioada 2013-2014.
Și-a prezentat demisia din funcția de prim-ministru al Etiopiei și președinte al EPRDF la 15 februarie 2018 ca răspuns la consecințele protestelor în masă din 2016. Demisia sa a fost acceptată la 11 martie 2018, dar a rămas în funcția de prim-ministru interimar până la 2 aprilie 2018. Hailemariam este primul conducător din istoria etiopiană modernă care a demisionat; liderii anteriori au murit în funcție sau au fost răpiți. A susținut că vrea să clarifice calea reformelor.